# Farman MF.7
Моріс Фарман MF.7 Лонгхорн (фр. Maurice Farman MF.7 Longhorn, «Довгий ріг») — французький біплан розроблений до Першої світової війни авіакомпанією Farman. Активно використовувався для розвідки британськими і французькими військами на початку війни, пізніше переведений на навчальні ролі.
Власне ім'я «Лонгхорн» (англ. Longhorn, «Довгий ріг») літак отримав через помітний руль висоти попереду і відповідно довге шасі.

## Історія

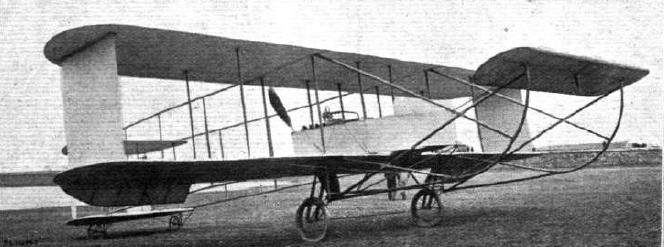
«Фарман MF.7» в 1910 році. Помітно тканинну обмотку зовшнішніх розпірок крил.

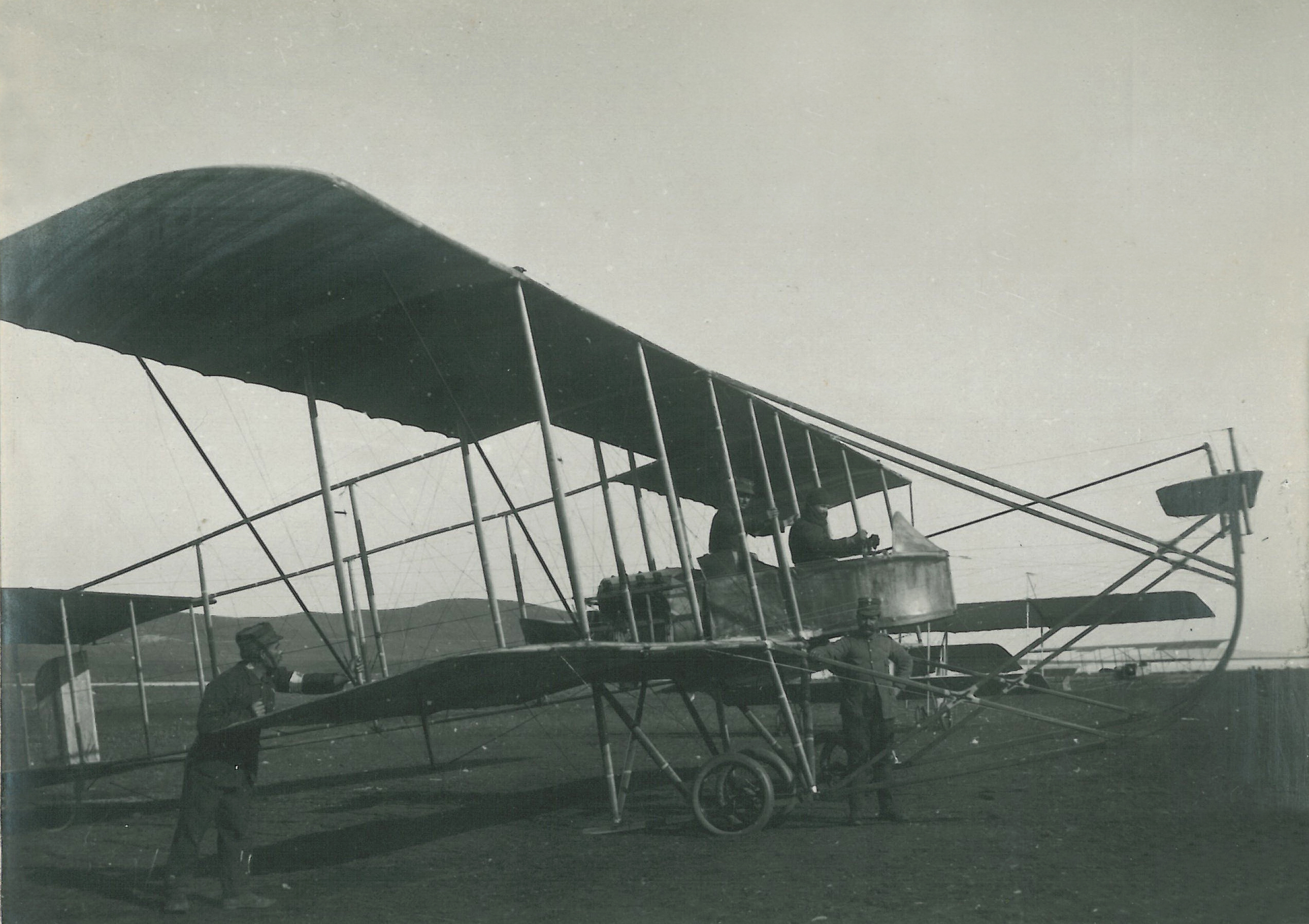
«Фарман MF.7» в Превезі в 1912 році.

«Фарман MF.7» трьох секційний біплан з рулем висоти винесеним перед літаком на викривленому продовженні лижного шасі. Оперення складалось з чотирьох частин — двох горизонтальних стабілізаторів з рулем висоти прикріпленим до краю верхнього стабілізатора, а також двох вертикальних рулів напряму. Фюзеляж виготовлявся з деревини ясену і ялини, і багато з опорних розпірок були зроблені пустими всередині. В якості двигуна використовувався 8-циліндровий V-подібний двигун Renault повітряного охолодження з штовхаючим гвинтом розміщеним позаду гондоли з тканинним покриттям. Гвинт розміщувався на кулачковому валі двигуна і тому обертався з половинною обертання двигуна.
Це був другий дизайн розроблений Морісом Фарманом в 1910 році. Початковий дизайн біплана мав довжину 12,75 м і розмахом обох крил 11 м. Крила мали округлені закінчення і зовніші розпірки були обмотані тканиною, що створювало додаткові горизонтальні поверхні, як у біплана Вуазена. Шасі теж було запозичене з дизайну Вуазена з парою коліс розташованих на закінченні лиж. Елерони розташовувались тільки на нижньому крилі, а крила розташовувались на відстані 1.5 метрів.
Ідея горизонтальних поверхонь на крилах виявилась невдалою і на наступних літаках, включно з тим що виграв кубок Мішелін в 1910 році їх прибрали. Також відмовились від заокруглених кінців і додано руль висоти до заднього верхнього стабілізатора.
Ще одни варіант літака з збільшеним до 16 м верхнім крилом крилом і 14.5 м нижнім крилом в 1911 році виграв кубок Мішелін Пюї-де-Дом. Цей варіант також мав елерони на обидвох крилах, а шасі мало дві пари коліс прикріплених до лиж на елестичному кріплені.
«Фарман MF.7» став основною темою випуску журналу Flight за 6 липня 1912 року. Детальний опис в журналі відрізнявся від початкових дизайнів відстанню між крилами, яка була збільшена до 2 метрів.

### В Японії

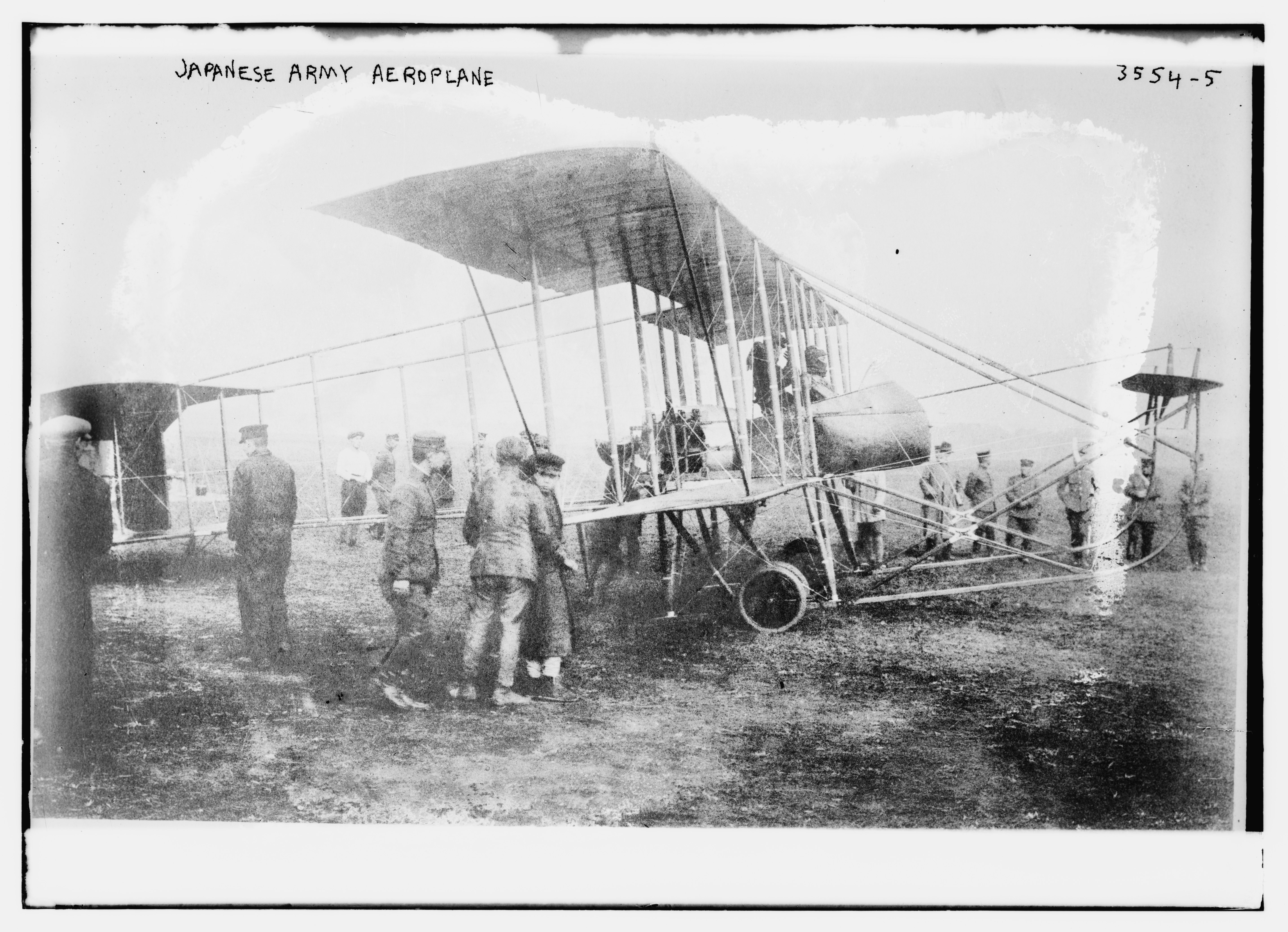
«Фарман MF.7» в Японії.

В липні 1912 року до Франції на навчання повітреплаванню прибули лейтенанти японської армії Кенджіро Наґасава і Шіґеру Савада, які пробули там до лютого 1913 року і купили один «Фарман MF.7». Літак прибув до Японії в травні 1913 року і після тестувань, які показали що MF.7 мають кращу стабільність і надійність ніж інші імпортовані чи виготовлені вдома апарати. Тому Японія замовила ще три літаки, які почали називатись «Моріс Фарман 1913», а після прийняття на озброєння — «Армійський аероплан типу Мо третього року» (яп. モ式三年型飛行機, Мо Цукі Саннен-Ґата Хікоу кі).
Після розбирання і дослідження літака, лейтенанти Наґасава і Савада в складі тимчасової групи з дослідження військових аеростатів почали працювати над виготовленням літака на японських фабриках. Під керівництвом капітана Харухіко Уемури армійський артилерійський арсенал в Коїшікаві (Токіо) почав виробництво літаків і двигунів Renault, і до вересня 1913 року було виготовлено 5 екземплярів. Наступного року було виготовлено ще 8. З сьомого літака також було додано гальма на шасі, які помітно зменшували довжину посадкової смуги. Також в японському варіанті заднє сидіння було підняте, що довзоляло інструктору краще спостерігати за пілотом. За потреба третя особа могла сісти на топливний бак позаду пілота.
26 липня 1914 року сьомий «Тип Мо» розбився під час польоту, але з збережених запчастин лейтенант Савада з власної ініціативи почав збирати модифіковану версію без переднього руля висоти. 19 січня 1915 року робота була завершена «літак Савади № 7» успішно злетів. Модифікована версія мала кращу стабільність і швидкість, а також відсутність переднього руля висоти дозволяв встановлення кулемету в носі. Модифікація інтенсивно тестувалась, але під час тестового польоту 26 травня 1915 року розбилась. Проте схема літака була успішною, і в майбутньому Савада використав її для створення прототипу винищувача «Кайшікі № 7 (малий)».
Загалом Японія оперувала 30 літаками: 4 імортні, 4 побудовані на заводі групи в Токородзаві, і 22 побудовані на Токійському арсеналі. Таким чином «Тип Мо» став першим японським серійним літаком.

## Використання

### Цивільне використання

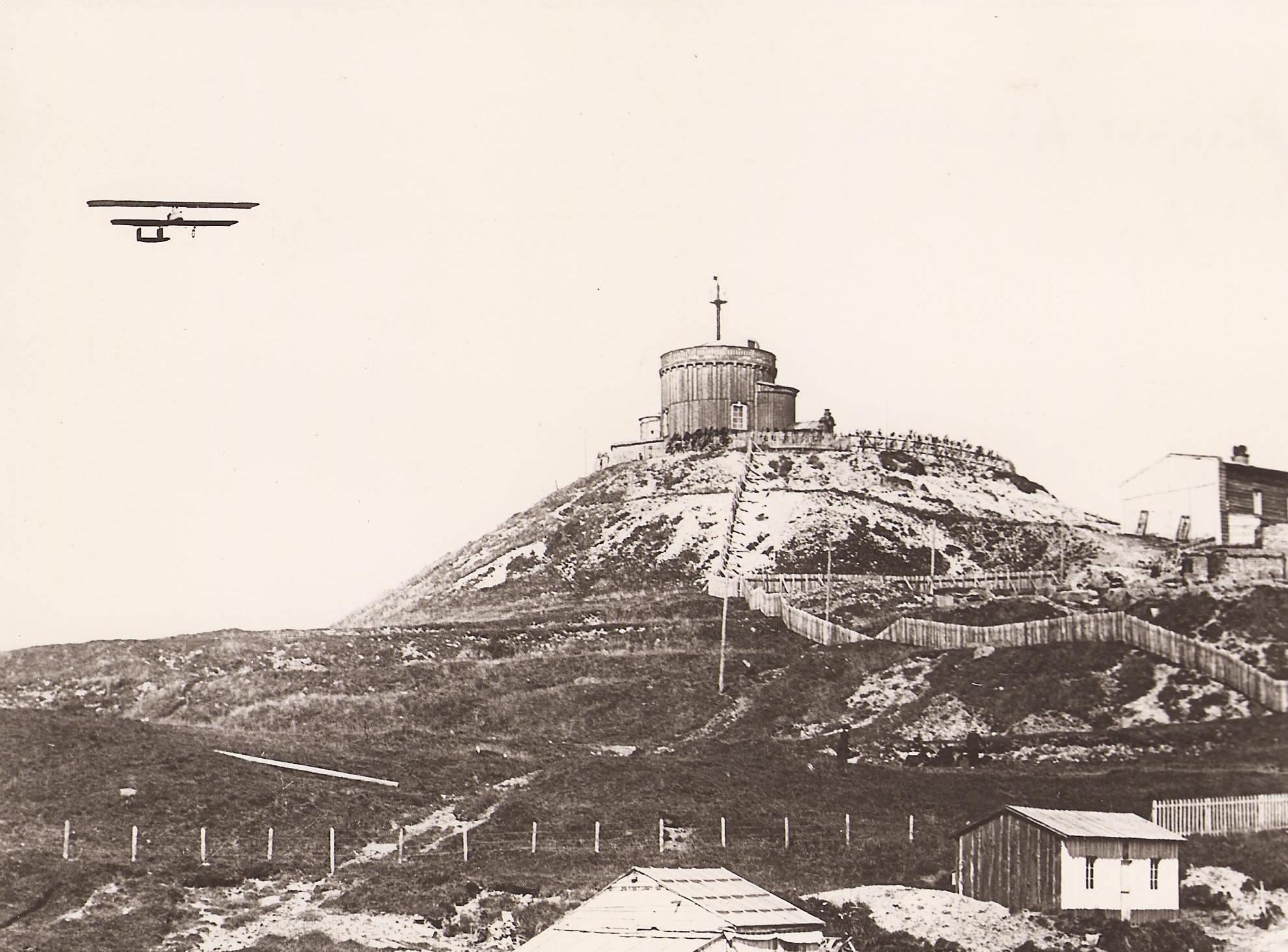
«Фарман MF.7» Ежена Рено на фоні вершини вулкана Пюї-де-Дом. 1911 рік.

Перші виготовлені «Фарман MF.7» використовувались для навчання в школі повітреплавання Моріса Фармана в Бюку.
28 жовтня 1910 Моріс Табето виграв кубок Coupe Michelin коли пролетів 464.72 кілометри за 6 годин 1 хвилину 35 секунд.
7 березня 1911 року Ежен Рено намагався виграти кубок Мішелін за перевезення пасажира з Парижу до вершини Пюї-де-Дому.
Модифікація з додатковою секцією крила, що збільшило його довжину до 20 м, побила рекорд витривалості під час польоту на 720 км за 11 годин 29 хвилин і 11 секунд, що відбувся 2 вересня 1911 року з Гео Форном за кермом. Це був один з двох літаків, які пізніше взяли участь в змаганні на замовлення французької армії в листопаді 1911 року.

### Військове використання
- Австралійські повітряні війська використовували MF.7 армії Британської Індії під час Месопотамської кампанії в 1915-16 роках.
- Декілька «Фарман MF.7» були продані Іспанії і були включені в її Повітряні сили з 1913 року.
- Чотири MF.7 були продані Норвегії.
- Грецький MF.7 був перероблений в гідроплан і під час Першої Балканської війни здійснив першу в світі авіарозвідку для флоту.

#### В складі японської армії
Після вступу Японії в Першу світову війну вона почала атаки на німецькі колонії в Китаї. Під час облоги Циндао, японська армія вперше організувала Тимчасовий авіаційний корпус, який отримав п'ять літаків — чотири «Тип Мо» і один Nieuport IV.G. З чотирьох «Типів Мо» три були імпортні, і тільки один побудований в Японії. Німецький гарнізон мав один Etrich Taube і японські пілоти мали декілька перестрілок з пістолетів з німецьким пілотом. В результаті однієї з них німецький літак було збито, що стало першим підтвердженим збиттям аероплана в битві. Японський «Тип Мо» з бойовою перемогою в березні 1915 році був переданий музею Юшукан в Токіо.
Але більшість місій під час облоги були розвідувальними, чи бомбардувальним за допомогою 15 кг бомб, яких «Тип Мо» міг підняти шість. Окрім цього японці тестували наведення артилерії за допомогою візуальних сигналів з літака. Пізніше досвід бойових дій був використаний під час створення модифікації «Тип Мо броньований», який мав передвстановлену гвинтівку і встановлені підвіси для шести 10 кг бомб.

## Оператори
Велика Британія
- Королівський льотний корпус[10]
  - 2-а ескадрилья КЛК
  - 3-я ескадрилья КЛК
  - 4-а ескадрилья КЛК
  - 5-а ескадрилья КЛК
  - 6-а ескадрилья КЛК
  - 7-а ескадрилья КЛК
  - 9-а ескадрилья КЛК
  - 15-а ескадрилья КЛК
  - 30-а ескадрилья КЛК
  - 41-а ескадрилья КЛК

 Австралія
- Австралійський льотний корпус

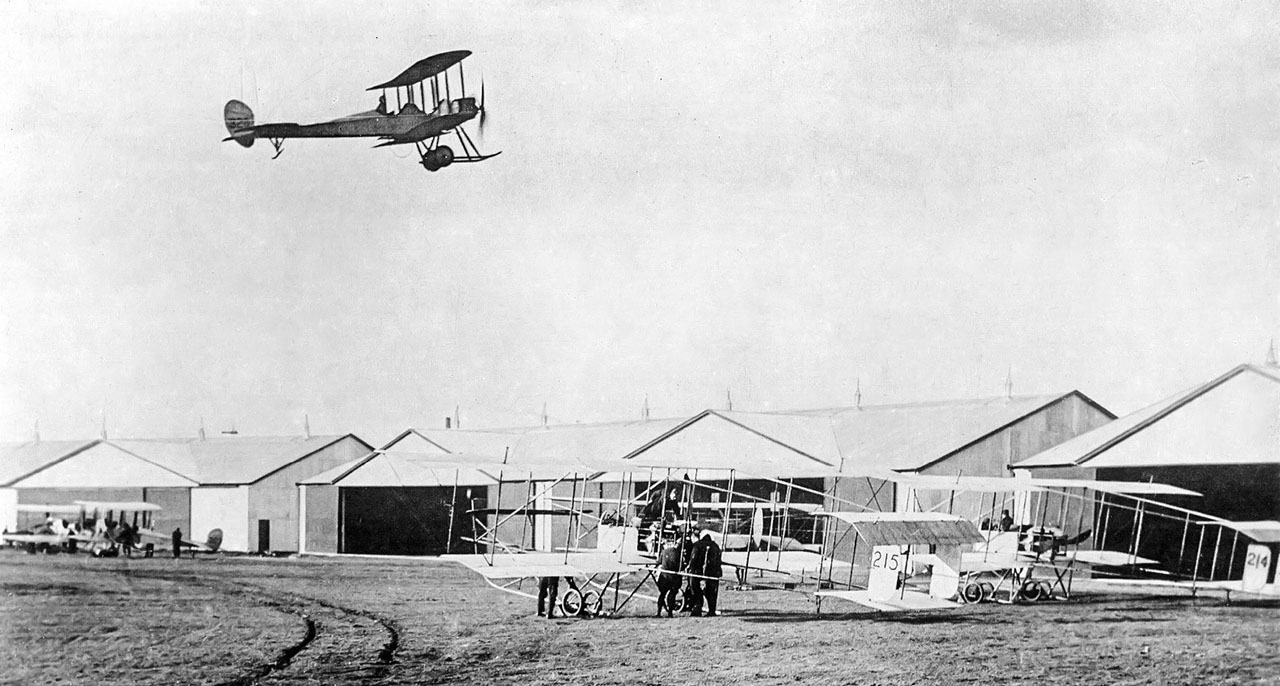
Аеродром КЛК в Монтрозі в 1914 році. Два MF.7 на землі, на фоні пролітає B.E.2.

  - Центральна пілотна школа АЛК в Мельбурні
  - Месопотамська пів-ланка

 Королівство Італія
- Corpo Aeronautico Militare

 Іспанія
- Повітряні сили Іспанії

 Мексика
- Повітряні сили Мексики

 Франція
- Повітряні сили Франції

 Бельгія
- Повітряні сили Бельгії

 Норвегія
- Авіація норвезької армії

 Японія
- Авіація імперського флоту Японії
- ВПС Імператорської армії Японії
  - Тимчасовий авіаційний корпус

 Данія
- Королівські повітряні сили Данії

 Вільна територія
- Повітряні сили революційної повстанської армії України

 Росія
- Повітряні сили Російської Імперії

 Грецьке королівство
- Військово-морські сили Греції
- Повітряні сили Греції

## Тактико-технічні характеристики

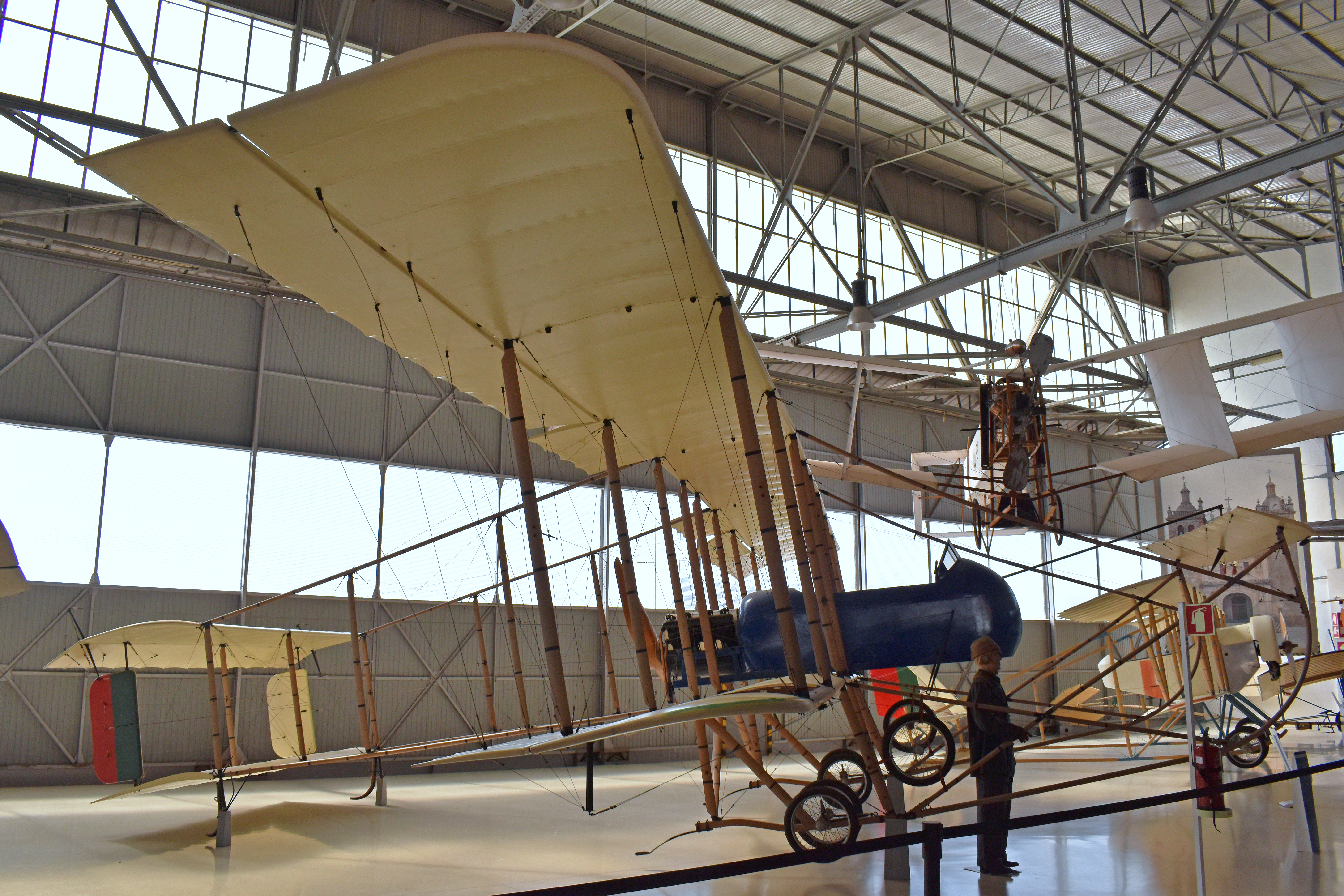
Репліка Farman MF.7 в музеї Авіації в Сінтрі.

Дані з Encyclopedia of Military Aircraft

### Технічні характеристики
- Екіпаж: 2 особи
- Довжина: 11.35 м
- Висота: 3.45 м
- Розмах крил: 15.4 м
- Площа крил: 53.8 м²
- Маса пустого: 580 кг
- Маса спорядженого: 855 кг
- Навантаження на крило: 15,9 кг/м²
- Двигун: V-подібний восьми-циліндровий Renault 70 hp
- Потужність: 70 к.с. к. с.
- Гвинт: Дволопатевий дерев'яний гвинт Chauvière
- Питома потужність: 12,2 кг/к.с.

### Льотні характеристики
- Максимальна швидкість: 95 км/год
- Крейсерська швидкість: 71 км/год
- Максимальна висота польоту: 4000 метрів
- Час польоту: 4 години